# A McLeod lányai epizódjainak listája
Ez a lap a McLeod lányai című televíziós sorozat epizódjainak listáját tartalmazza.

## Évados áttekintés
| Évad | Évad | Részek száma | Részek száma | Eredeti sugárzás   | Eredeti sugárzás   | Eredeti adó |
| Évad | Évad | Részek száma | Részek száma | Évadbemutató       | Évadzáró           | Eredeti adó |
| ---- | ---- | ------------ | ------------ | ------------------ | ------------------ | ----------- |
|      | 1.   | 22           | 22           | 2001. augusztus 8. | 2002. március 20.  | 50pm        |
|      | 2.   | 22           | 22           | 2002. március 27.  | 2002. október 16.  | 50pm        |
|      | 3.   | 30           | 30           | 2003. február 12.  | 2003. október 29.  | 50pm        |
|      | 4.   | 32           | 32           | 2004. február 11.  | 2004. november 24. | 50pm        |
|      | 5.   | 32           | 32           | 2005. február 9.   | 2005. november 23. | 50pm        |
|      | 6.   | 32           | 32           | 2006. február 15.  | 2006. november 29. | 50pm        |
|      | 7.   | 32           | 32           | 2007. február 7.   | 2007. október 17.  | 50pm        |
|      | 8.   | 22           | 22           | 2008. július 23.   | 2009. január 31.   | 50pm        |

## 1. évad (2001-2002)
| Sor. | Év. | Cím                                                 | Rendező            | Író                            | Premier              |
| ---- | --- | --------------------------------------------------- | ------------------ | ------------------------------ | -------------------- |
| 1.   | 1.  | Hazatérés (Welcome Home)                            | Chris Martin Jones | Michaeley O’Brien              | 2001. augusztus 8.   |
| 2.   | 2.  | Kacsák a tóban (Ducks on the Pond)                  | Kay Pavlou         | Margaret Wilson                | 2001. augusztus 15.  |
| 3.   | 3.  | Ne köss bele a lányokba (Don't Mess with the Girls) | Chris Martin Jones | Charlie Strachan               | 2001. augusztus 22.  |
| 4.   | 4.  | Ki a főnök? (Who's the Boss?)                       | Kay Pavlou         | Claire Haywood és Sarah Smith  | 2001. szeptember 5.  |
| 5.   | 5.  | Ki fogja a gyeplőt? (Taking the Reins)              | Donald Crombie     | Jackie McKimmie és Alexa Wyatt | 2001. szeptember 19. |
| 6.   | 6.  | Az igazság fáj (Reality Bites)                      | Donald Crombie     | Margaret Wilson                | 2001. szeptember 26. |
| 7.   | 7.  | Büszkeség (Pride and Joy)                           | Donald Crombie     | John Honey                     | 2001. október 3.     |
| 8.   | 8.  | Hormonok (Stir Crazy)                               | Donald Crombie     | Chris Hawkshaw                 | 2001. október 10.    |
| 9.   | 9.  | Vadkan vadászat (Into the Woods)                    | Kay Pavlou         | Louise Crane                   | 2001. október 17.    |
| 10.  | 10. | Borzalom (Haunted)                                  | Kay Pavlou         | Chris Hawkshaw                 | 2001. október 24.    |
| 11.  | 11. | Szóval, ki a nagylány? (Who's a Big Girl Now?)      | Chris Martin Jones | Dave Warner                    | 2001. október 31.    |
| 12.  | 12. | Pandora szelencéje (Pandora's Box)                  | Chris Martin Jones | Deborah Parsons és Alexa Wyatt | 2001. november 7.    |
| 13.  | 13. | Életem szerelme (Love of My Life)                   | Donald Crombie     | Giula Sandler                  | 2001. november 14.   |
| 14.  | 14. | Birkatolvajok (Dirty Pool)                          | Donald Crombie     | Michaeley O’Brien              | 2001. november 21.   |
| 15.  | 15. | A főnök cipőjében (If the Boots Fit)                | Kay Pavlou         | Cathy Strickland               | 2001. november 28.   |
| 16.  | 16. | Nyerni minden áron (Playing to Win)                 | Karl Zwicky        | Marieke Hardy és Alexa Wyatt   | 2001. december 5.    |
| 17.  | 17. | Kirúgunk a hámból (Girls Night Out)                 | Kay Pavlou         | Louise Crane                   | 2002. február 13.    |
| 18.  | 18. | Másként is lehet (More than One Way)                | Karl Zwicky        | Sally Webb                     | 2002. február 20.    |
| 19.  | 19. | Az olasz csődör (The Italian Stallion)              | Donald Crombie     | Dave Warner                    | 2002. február 27.    |
| 20.  | 20. | Szerelmem, visszavárlak (Lover Come Back)           | Donald Crombie     | Michaeley O’Brien              | 2002. március 6.     |
| 21.  | 21. | Jó barátok (Friends Like These)                     | Geoff Bennett      | John Honey és Chris Hawkshaw   | 2002. március 13.    |
| 22.  | 22. | Lefelé a mélybe (Deep Water)                        | Geoff Bennett      | Sarah Smith                    | 2002. március 20.    |

## 2. évad (2002)
| Sor. | Év. | Cím                                              | Rendező            | Író                           | Premier              |
| ---- | --- | ------------------------------------------------ | ------------------ | ----------------------------- | -------------------- |
| 23.  | 1.  | Füves kérdés (The Drovers Connection)            | Robert Klenner     | Chris Hawkshaw és Sarah Smith | 2002. március 27.    |
| 24.  | 2.  | Hát nem baba? (Through the Looking Glass)        | Robert Klenner     | David Phillips                | 2002. április 3.     |
| 25.  | 3.  | Bánat és fájdalom (Desperate Measures)           | Lewis Fitz Gerald  | Chris McCourt                 | 2002. április 10.    |
| 26.  | 4.  | A víz-háború (The Bore War)                      | Lewis Fitz Gerald  | Alexa Wyatt                   | 2002. április 17.    |
| 27.  | 5.  | Ismeretlen ismerős (Hello Stranger)              | Donald Crombie     | Michaeley O'Brien             | 2002. április 24.    |
| 28.  | 6.  | Elvesztett álmok (A Dry Spell)                   | Donald Crombie     | Chris Phillips                | 2002. május 1.       |
| 29.  | 7.  | A felesleges harmadik (Three's a Crowd)          | Karl Zwicky        | Chris Pearce és Alexa Wyatt   | 2002. május 8.       |
| 30.  | 8.  | A nászkeringő (The Bridle Waltz)                 | Karl Zwicky        | Robert Dudley és Alexa Wyatt  | 2002. május 15.      |
| 31.  | 9.  | Megszerezni és megtartani (To Have and to Hold)  | Chris Martin-Jones | Chris McCourt és Sarah Smith  | 2002. július 3.      |
| 32.  | 10. | Otthon, édes otthon (Home is Where the Heart is) | Chris Martin-Jones | Ysabelle Dean                 | 2002. július 10.     |
| 33.  | 11. | Préritűz Nyomában (Wildfire)                     | Ian Gilmour        | Sally Webb                    | 2002. július 17.     |
| 34.  | 12. | A múlt árnyéka (Hounded)                         | Ian Gilmour        | Dave Warner                   | 2002. július 24.     |
| 35.  | 13. | Zűrszekerek (Steer Trek)                         | Karl Zwicky        | David Phillips és Alexa Wyatt | 2002. július 31.     |
| 36.  | 14. | Harc... (Brave J)                                | Karl Zwicky        | Louise Crane                  | 2002. augusztus 7.   |
| 37.  | 15. | Alul semmi (You Can Leave Your Hat On)           | Chris Martin-Jones | Giula Sandler                 | 2002. augusztus 14.  |
| 38.  | 16. | Üres házban (Stripped Bare)                      | Chris Martin-Jones | Chris Hawkshaw                | 2002. augusztus 21.  |
| 39.  | 17. | Fogd a holdfényre! (Blame It on the Moonlight)   | Donald Crombie     | Chris McCourt                 | 2002. szeptember 4.  |
| 40.  | 18. | Titkok és hazugságok (Made to be Broken)         | Donald Crombie     | Ysabelle Dean                 | 2002. szeptember 18. |
| 41.  | 19. | Kedves ellenségem (Best of Enemies)              | Robert Klenner     | David Phillips                | 2002. szeptember 25. |
| 42.  | 20. | Változó szelek (Wind Change)                     | Robert Klenner     | Chris Phillips                | 2002. október 2.     |
| 43.  | 21. | Bekeményítünk (No More Mr Nice Guy)              | Karl Zwicky        | Sarah Smith                   | 2002. október 9.     |
| 44.  | 22. | Nagyszerű jövő (Future Perfect)                  | Karl Zwicky        | Chris Hawkshaw                | 2002. október 16.    |

## 3. évad (2003)
| Sor. | Év. | Cím                                                 | Rendező            | Író                            | Premier              |
| ---- | --- | --------------------------------------------------- | ------------------ | ------------------------------ | -------------------- |
| 45.  | 1.  | Akár a mesékben (Fairy Tale)                        | Karl Zwicky        | Chris McCourt                  | 2003. február 12.    |
| 46.  | 2.  | Az ördög maga (Better the Devil You Know)           | Karl Zwicky        | Vicki Madden                   | 2003. február 19.    |
| 47.  | 3.  | Reményvesztve (The Road Home)                       | Bill Hughes        | Giula Sandler                  | 2003. február 26.    |
| 48.  | 4.  | Veszedelmes viszonyok (An Affair to Forget)         | Bill Hughes        | Christina Milligan             | 2003. március 5.     |
| 49.  | 5.  | Igaz vagy merész (Put to the Test)                  | Richard Jasek      | Alexa Wyatt és Robert Armin    | 2003. március 12.    |
| 50.  | 6.  | Az esküvő (The Wedding)                             | Richard Jasek      | Jeff Truman                    | 2003. március 19.    |
| 51.  | 7.  | Kutyák vacsorája (Gone to the Dogs)                 | Cath Roden         | Ysabelle Dean                  | 2003. április 2.     |
| 52.  | 8.  | Az eljövendő szelleme (The Ghost of Things to Come) | Cath Roden         | Denise Morgan                  | 2003. április 9.     |
| 53.  | 9.  | Kártyavár (House of Cards)                          | Karl Zwicky        | Chris McCourt                  | 2003. április 23.    |
| 54.  | 10. | A bűvös szó (Three Little Words)                    | Karl Zwicky        | Dave Warner                    | 2003. április 30.    |
| 55.  | 11. | Régi sérelmek (Repeat Offenders)                    | Bill Hughes        | Chris Hawkshaw                 | 2003. május 7.       |
| 56.  | 12. | Az apa bűnei (Sins of the Father)                   | Bill Hughes        | Shane Brennan és Giula Sandler | 2003. május 14.      |
| 57.  | 13. | Veszíteni tudni kell! (Jokers to the Right)         | Cath Roden         | Margaret Kelly                 | 2003. május 21.      |
| 58.  | 14. | Láncreakció (Chain Reaction)                        | Cath Roden         | Jeff Truman                    | 2003. május 28.      |
| 59.  | 15. | A szörnyű igazság (The Awful Truth)                 | Chris Martin-Jones | Chris McCourt                  | 2003. június 4.      |
| 60.  | 16. | Fényjel (Seeing the Light)                          | Chris Martin-Jones | Ysabelle Dean                  | 2003. július 23.     |
| 61.  | 17. | Intermezzo (A Slight Interruption)                  | Karl Zwicky        | Elizabeth Packett              | 2003. július 30.     |
| 62.  | 18. | Névadó (Old Beginnings)                             | Karl Zwicky        | Denise Morgan                  | 2003. augusztus 6.   |
| 63.  | 19. | Ahol füst van (Where There's Smoke)                 | Ali Ali            | Chris Hawkshaw                 | 2003. augusztus 13.  |
| 64.  | 20. | Tökéletes páros (Perfect Match)                     | Ali Ali            | Jutta Goetze és Giula Sandler  | 2003. augusztus 20.  |
| 65.  | 21. | Győzzön a legjobb (Let the Best Man Win)            | Chris Martin-Jones | Chris Pearce és Alexa Wyatt    | 2003. augusztus 27.  |
| 66.  | 22. | A többség dönt (Majority Rules)                     | Chris Martin-Jones | Chris Hawkshaw                 | 2003. szeptember 3.  |
| 67.  | 23. | A szálak, melyek összekötnek (The Ties That Bind)   | Karl Zwicky        | Dave Warner                    | 2003. szeptember 10. |
| 68.  | 24. | Lépésenként (One Step at a Time)                    | Karl Zwicky        | Chris McCourt                  | 2003. szeptember 17. |
| 69.  | 25. | A lehetőségek ideje (Time Frames)                   | Ali Ali            | Katherine Thomson              | 2003. szeptember 24. |
| 70.  | 26. | Testbeszéd (Body Language)                          | Ali Ali            | Giula Sandler                  | 2003. október 1.     |
| 71.  | 27. | Tolvajt fogni (To Catch a Thief)                    | Chris Martin-Jones | Christina Milligan             | 2003. október 8.     |
| 72.  | 28. | Én delem, én alkonyom (My Noon, My Midnight)        | Chris Martin-Jones | Chris Hawkshaw                 | 2003. október 15.    |
| 73.  | 29. | Hosszú búcsúzás (The Long Goodbye)                  | Karl Zwicky        | Denise Morgan                  | 2003. október 22.    |
| 74.  | 30. | Turbulencia (Turbulence)                            | Karl Zwicky        | Lily Taylor és Sarah Smith     | 2003. október 29.    |

## 4. évad (2004)
| Sor. | Év. | Cím                                                  | Rendező            | Író                             | Premier              |
| ---- | --- | ---------------------------------------------------- | ------------------ | ------------------------------- | -------------------- |
| 75.  | 1.  | Hamu és por (Out of the Ashes)                       | Chris Martin Jones | Dave Warner és Alexa Wyatt      | 2004. február 11.    |
| 76.  | 2.  | Dupla vagy semmi (Double Dealing)                    | Geoff Bennett      | Carol Williams                  | 2004. február 18.    |
| 77.  | 3.  | Az égből pottyant testvér (Jack of All Shades)       | Chris Martin-Jones | Murray Oliver és Sarah Smith    | 2004. március 3.     |
| 78.  | 4.  | Turbulencia (Day of Reckoning)                       | Geoff Bennett      | Denise Morgan                   | 2004. március 10.    |
| 79.  | 5.  | Szép remények (Great Expectations)                   | Jessica Hobbs      | Chris Hawkshaw                  | 2004. március 10.    |
| 80.  | 6.  | A sors útjai (Game of Chance)                        | Jessica Hobbs      | Sally Webb                      | 2004. március 17.    |
| 81.  | 7.  | Szikrák a levegőben (When Sparks Fly)                | Ray Quint          | Chris McCourt                   | 2004. március 24.    |
| 82.  | 8.  | A szeretet jele (Show of Love)                       | Ray Quint          | Margaret Wilson                 | 2004. március 31.    |
| 83.  | 9.  | Apák napja (Father's Day)                            | Geoff Bennett      | Alexa Wyatt és Hadass Segal     | 2004. április 14.    |
| 84.  | 10. | Hús és vér (Flesh and Blood)                         | Geoff Bennett      | Alexa Wyatt és Lily Taylor      | 2004. április 21.    |
| 85.  | 11. | A szerelem bolondja (Fool for Love)                  | Roger Dowling      | Dave Warner                     | 2004. április 28.    |
| 86.  | 12. | Sose bízz egy idegenben! (Make or Break)             | Roger Dowling      | Giula Sandler                   | 2004. május 5.       |
| 87.  | 13. | Második esély (Second Chance)                        | Ali Ali            | Denise Morgan                   | 2004. május 12.      |
| 88.  | 14. | Szólíts Kate-nek! (Call Me Kate)                     | Ali Ali            | Chris McCourt                   | 2004. május 19.      |
| 89.  | 15. | Mindenre elszánt pasivadászok (Desperate & Dateless) | Geoff Bennett      | Alana Valentine és Hadass Segal | 2004. július 14.     |
| 90.  | 16. | Mágneses vonzás (Magnetic Attraction)                | Geoff Bennett      | Max Dann                        | 2004. július 21.     |
| 91.  | 17. | Minden lélegzeted (Every Breath You Take)            | Karl Zwicky        | Giula Sandler                   | 2004. július 28.     |
| 92.  | 18. | Kétívású fivérek (My Brother's Keeper)               | Karl Zwicky        | Dave Warner                     | 2004. augusztus 4.   |
| 93.  | 19. | A Szaturnusz visszatérése (Saturn Returns)           | Chris Martin Jones | Claire Haywood                  | 2004. augusztus 11.  |
| 94.  | 20. | Baráti tűz (Friendly Fire)                           | Chris Martin Jones | Denise Morgan                   | 2004. szeptember 1.  |
| 95.  | 21. | Titkok és hazugságok (Secrets and Lies)              | Arnie Custo        | Sue Hore és Hadass Segal        | 2004. szeptember 8.  |
| 96.  | 22. | Szerelemből vagy pénzért (For Love or Money)         | Arnie Custo        | Michaeley O'Brien               | 2004. szeptember 15. |
| 97.  | 23. | Veszélyes vizek (Dangerous Waters)                   | Richard Jasek      | Sally Webb                      | 2004. szeptember 22. |
| 98.  | 24. | Ahol tűz van (Where There's Fire)                    | Richard Jasek      | Chris Phillips és Fin Edquist   | 2004. szeptember 29. |
| 99.  | 25. | Ahol a part szakad (Trembling on the Brink)          | Chris Martin Jones | Chris McCourt                   | 2004. október 6.     |
| 100. | 26. | Ettől a pillanattól kezdve (This Moment Forward)     | Chris Martin Jones | Chris Hawkshaw                  | 2004. október 13.    |
| 101. | 27. | Bizonyítani mindenáron (Something to Prove)          | Ray Quint          | Giula Sandler                   | 2004. október 20.    |
| 102. | 28. | Az én házam a te házad (My House is Your House)      | Ray Quint          | Hadass Segal                    | 2004. október 27.    |
| 103. | 29. | Egy McLeod lány (A McLeod Daughter)                  | Arnie Custo        | Lily Taylor és Dave Warner      | 2004. november 3.    |
| 104. | 30. | Mindent a szerelemért (The Things We Do for Love)    | Arnie Custo        | Chris Phillips és Fin Edquist   | 2004. november 10.   |
| 105. | 31. | Megzavart szerelem (Love Interrupted)                | Karl Zwicky        | Alexa Wyatt                     | 2004. november 17.   |
| 106. | 32. | Aki egyszer megégette magát (Twice Bitten)           | Karl Zwicky        | Sarah Smith                     | 2004. november 24.   |

## 5. évad (2005)
| Sor. | Év. | Cím                                                              | Rendező            | Író                             | Premier              |
| ---- | --- | ---------------------------------------------------------------- | ------------------ | ------------------------------- | -------------------- |
| 107. | 1.  | Senki földje (No Man's Land)                                     | Richard Jasek      | Chris McCourt                   | 2005. február 9.     |
| 108. | 2.  | Kegyes hazugságok (Little White Lies)                            | Richard Jasek      | Rick Held                       | 2005. február 16.    |
| 109. | 3.  | A különélés szabályai (Rules of Disengagement)                   | Steve Jodrell      | Kym Goldsworthy                 | 2005. február 23.    |
| 110. | 4.  | Régi idők hősei (Once Were Heroes)                               | Chris Martin-Jones | Denise Morgan                   | 2005. március 2.     |
| 111. | 5.  | A fekete királynő visszatérése (Return of the Black Queen)       | Steve Jodrell      | Sarah Smith                     | 2005. március 9.     |
| 112. | 6.  | Veszed az adást? (Do You Read Me?)                               | Arnie Custo        | Meg Mappin                      | 2005. március 16.    |
| 113. | 7.  | Mindenki végzi a dolgát (Taking Care of Business)                | Chris Martin-Jones | Sally Webb                      | 2005. április 6.     |
| 114. | 8.  | A régi tűz (Old Flames)                                          | Arnie Custo        | Hadass Segal                    | 2005. április 13.    |
| 115. | 9.  | Küzdelmek (Body Blows)                                           | Ray Qunit          | Kym Goldsworthy                 | 2005. április 20.    |
| 116. | 10. | Az apák bűnei (Sins of the Father)                               | Ray Qunit          | Chris McCourt                   | 2005. április 27.    |
| 117. | 11. | Mire jók a rosszfiúk? (Boy Made Good)                            | Chris Martin-Jones | Denise Morgan                   | 2005. május 4.       |
| 118. | 12. | Igazgyöngy (The Pearl)                                           | Chris Martin-Jones | Giula Sandler                   | 2005. május 11.      |
| 119. | 13. | A tékozló lány (The Prodigal Daughter)                           | Richard Jasek      | Elizabeth Coleman               | 2005. május 18.      |
| 120. | 14. | Szerelem és szenvedély (Love and Obsession)                      | Richard Jasek      | Blake Ayshford                  | 2005. május 25.      |
| 121. | 15. | Egy hosszú nap (One Long Long Day)                               | Kevin Carlin       | Dave Warner                     | 2005. július 27.     |
| 122. | 16. | Porba sújtva (Down to Earth)                                     | Kevin Carlin       | Fin Edquist                     | 2005. augusztus 3.   |
| 123. | 17. | Aranyszív (Heart of Gold)                                        | Chris Martin-Jones | Chris Phillips és Chris McCourt | 2005. augusztus 10.  |
| 124. | 18. | Szállj velem! (Taking Flight)                                    | Chris Martin-Jones | Sally Webb                      | 2005. augusztus 17.  |
| 125. | 19. | Szerepjáték (Make Believe)                                       | Richard Jasek      | Michaeley O'Brien               | 2005. augusztus 24.  |
| 126. | 20. | Ég és Föld (Heaven and Earth)                                    | Richard Jasek      | Rick Held                       | 2005. augusztus 31.  |
| 127. | 21. | Holdállás (Moonstruck)                                           | Arnie Custo        | Giula Sandler                   | 2005. szeptember 7.  |
| 128. | 22. | Ha megépíted... (If You Build It...)                             | Arnie Custo        | Andrew Kelly                    | 2005. szeptember 14. |
| 129. | 23. | Túl késő (Out of Time)                                           | Chris Martin-Jones | Kym Goldsworthy                 | 2005. szeptember 21. |
| 130. | 24. | Két szék között (Betwixt and Between)                            | Chris Martin-Jones | Denise Morgan                   | 2005. szeptember 28. |
| 131. | 25. | A fájó igazság (Truth or Dare)                                   | Steve Jodrell      | Chris McCourt                   | 2005. október 12.    |
| 132. | 26. | A király és én (The King and I)                                  | Steve Jodrell      | Margaret Wilson                 | 2005. október 19.    |
| 133. | 27. | Szándékok (Intentions)                                           | Arnie Custo        | Lily Taylor                     | 2005. október 26.    |
| 134. | 28. | Akár egy regényben (Stranger than Fiction)                       | Arnie Custo        | Alexa Wyatt                     | 2005. november 2.    |
| 135. | 29. | Tizenkét és fél órával korábban (Twelve and a Half Hours Behind) | Chris Martin-Jones | Dave Warner                     | 2005. november 9.    |
| 136. | 30. | Az évforduló (Anniversary)                                       | Chris Martin-Jones | Dave Warner                     | 2005. november 16.   |
| 137. | 31. | Test és lélek (Body and Soul)                                    | Steve Jodrell      | Fin Edquist                     | 2005. november 16.   |
| 138. | 32. | Újrakezdés (New Beginnings)                                      | Steve Jodrell      | Kym Goldsworthy és Sarah Duffy  | 2005. november 23.   |

## 6. évad (2006)
| Sor. | Év. | Cím                                                          | Rendező       | Író                              | Premier              |
| ---- | --- | ------------------------------------------------------------ | ------------- | -------------------------------- | -------------------- |
| 139. | 1.  | A menyasszony (Lost and Found)                               | Arnie Custo   | Chris McCourt                    | 2006. február 15.    |
| 140. | 2.  | Az igazság fáj (Truth Hurts)                                 | Richard Jasek | Andrew Kelly                     | 2006. február 22.    |
| 141. | 3.  | A halál csókja (Kiss of Death)                               | Arnie Custo   | Sally Webb                       | 2006. március 1.     |
| 142. | 4.  | Szerencsés hölgyek (Luck be a Lady)                          | Richard Jasek | Rick Held                        | 2006. március 8.     |
| 143. | 5.  | Az igazi McLeod (The Real McLeod)                            | Declan Eames  | Chris Hawkshaw                   | 2006. március 29.    |
| 144. | 6.  | A hívás (The Calling)                                        | Declan Eames  | Fin Edquist                      | 2006. április 5.     |
| 145. | 7.  | Ami a felszín alatt van (What Lies Beneath)                  | Grant Brown   | Tracey Trinder                   | 2006. április 26.    |
| 146. | 8.  | Ahová húz a szívünk (Where the Heart Is)                     | Grant Brown   | Margaret Wilson                  | 2006. május 3.       |
| 147. | 9.  | Szabadíts meg a gonosztól (Deliver Us from Evil)             | Richard Jasek | Nick Stevens                     | 2006. május 10.      |
| 148. | 10. | Nagy elkötelezettség (The Big Commitment)                    | Richard Jasek | Chris Hawkshaw                   | 2006. május 17.      |
| 149. | 11. | Puskacső a szájban (Biting the Bullet)                       | Arnie Custo   | Sarah Duffy                      | 2006. május 31.      |
| 150. | 12. | A násznagykisasszony (Second Best)                           | Arnie Custo   | Sally Webb                       | 2006. június 7.      |
| 151. | 13. | Harry utolsó dobása (The Trouble with Harry)                 | Steve Jodrell | Elizabeth Coleman                | 2006. június 14.     |
| 152. | 14. | Harry Ryan legendája (The Legend of Harry Ryan)              | Richard Jasek | Rick Held                        | 2006. június 21.     |
| 153. | 15. | Második esély (Second Chances)                               | Steve Jodrell | Tracey Trinder                   | 2006. július 12.     |
| 154. | 16. | Titkok és hazugságok (Secrets and Lies)                      | Richard Jasek | Margaret Wilson                  | 2006. július 19.     |
| 155. | 17. | Riley élete (The Life of Riley)                              | Arnie Custo   | Fin Edquist                      | 2006. július 26.     |
| 156. | 18. | Vad lovak (Wild Horses)                                      | Declan Eames  | Mardi McConnochie                | 2006. augusztus 2.   |
| 157. | 19. | A nagy kísértés (The Great Temptation)                       | Declan Eames  | Dave Warner                      | 2006. augusztus 9.   |
| 158. | 20. | Gyanakvó elmék (Suspicious Minds)                            | Arnie Custo   | Nick Stevens                     | 2006. augusztus 16.  |
| 159. | 21. | Felismerés (Days of Reckoning)                               | Steve Jodrell | Samantha Winston                 | 2006. augusztus 23.  |
| 160. | 22. | Nézz a felszín alá (Scratch the Surface)                     | Steve Jodrell | Blake Ayshford                   | 2006. szeptember 20. |
| 161. | 23. | Jóban-rosszban (For Better or Worse)                         | Richard Jasek | Rick Held                        | 2006. szeptember 27. |
| 162. | 24. | A huszonharmadik óra (The Eleventh Hour)                     | Richard Jasek | Margaret Wilson                  | 2006. október 4.     |
| 163. | 25. | Régi bűnök (Old Wrongs)                                      | Steve Jodrell | Sally Webb és Sarah Duffy        | 2006. október 11.    |
| 164. | 26. | Vigyázat, törékeny! (Handle with Care)                       | Steve Jodrell | James Walker                     | 2006. október 18.    |
| 165. | 27. | Találd ki, ki jön vacsorára? (Guess Who's Coming to Dinner?) | Andrew Prowse | Sarah Duffy és Chris McCourt     | 2006. október 25.    |
| 166. | 28. | A tökéletes nap (One Perfect Day)                            | Andrew Prowse | Alexa Wyatt                      | 2006. november 1.    |
| 167. | 29. | Győztesek és vesztesek (Winners and Losers)                  | Declan Eames  | Tracey Trinder                   | 2006. november 8.    |
| 168. | 30. | Kárfelmérés (Damage Control)                                 | Declan Eames  | Jane Allen                       | 2006. november 15.   |
| 169. | 31. | Kockázat (Risk)                                              | Arnie Custo   | Chris McCourt és Margaret Wilson | 2006. november 22.   |
| 170. | 32. | Húsz kérdés (Twenty Questions)                               | Arnie Custo   | Chris Hawkshaw                   | 2006. november 29.   |

## 7. évad (2007)
| Sor. | Év. | Cím                                                                  | Rendező       | Író                              | Premier              |
| ---- | --- | -------------------------------------------------------------------- | ------------- | -------------------------------- | -------------------- |
| 171. | 1.  | Második esély (Second Chances)                                       | Arnie Custo   | Nick Stevens és Jane Allen       | 2007. február 7.     |
| 172. | 2.  | Pont a legrosszabb helyen (All the Wrong Places)                     | Arnie Custo   | Michaeley O'Brien és Sarah Duffy | 2007. február 14.    |
| 173. | 3.  | Mélyre ásni a múltban (Digging Up the Past)                          | Richard Jasek | Margaret Wilson                  | 2007. február 21.    |
| 174. | 4.  | A vér szava (Thicker than Water)                                     | Richard Jasek | Jane Allen és Justine Gillmer    | 2007. február 28.    |
| 175. | 5.  | Kísért a múlt (Reaching Out)                                         | Andrew Prowse | Chris McCourt                    | 2007. március 7.     |
| 176. | 6.  | Viszonzott szívesség (Returned Favour)                               | Andrew Prowse | Chris Hawkshaw                   | 2007. március 14.    |
| 177. | 7.  | Halhatatlan szerelem (Of Hearts and Hunters)                         | Richard Jasek | Nick Stevens                     | 2007. március 21.    |
| 178. | 8.  | Mássz meg minden hegyet! (Climb Every Mountain)                      | Richard Jasek | Michaeley O'Brien                | 2007. április 11.    |
| 179. | 9.  | Nővérek (Sisters Are Doing it for Themselves)                        | Grant Brown   | Margaret Wilson                  | 2007. április 18.    |
| 180. | 10. | A jegyesség szabályai (The Rules of Engagement)                      | Grant Brown   | Jane Allen                       | 2007. április 25.    |
| 181. | 11. | Vérvonalak (Bloodlines)                                              | Declan Eames  | Jane Allen                       | 2007. május 2.       |
| 182. | 12. | Bosszantó apróságok (Warts and All)                                  | Declan Eames  | Chris McCourt                    | 2007. május 9.       |
| 183. | 13. | Érdekellentétek (Conflicts of Interest)                              | Arnie Custo   | James Walker                     | 2007. május 16.      |
| 184. | 14. | Tíz körömmel (Flesh and Stone)                                       | Arnie Custo   | Chris Hawkshaw                   | 2007. május 30.      |
| 185. | 15. | Szerelemben és háborúban mindent szabad (All's Fair in Love and War) | Steve Jodrell | Jane Allen                       | 2007. június 6.      |
| 186. | 16. | Ásó, kapa, nagykaland (Ever After)                                   | Steve Jodrell | Margaret Wilson                  | 2007. június 20.     |
| 187. | 17. | Elátkozott Grace (Grace Under Fire)                                  | Grant Brown   | Sarah Smith                      | 2007. június 27.     |
| 188. | 18. | Ajándék lónak... (Gift Horse)                                        | Arnie Custo   | Anthony Ellis                    | 2007. július 11.     |
| 189. | 19. | Forró talaj (Hot Water)                                              | Arnie Custo   | James Walker                     | 2007. július 18.     |
| 190. | 20. | Amikor a fiókák kirepülnek (Leaving the Nest)                        | Declan Eames  | Chris Hawkshaw                   | 2007. július 25.     |
| 191. | 21. | Angyali érintés (Spark from Heaven)                                  | Declan Eames  | Chris Hawkshaw                   | 2007. augusztus 1.   |
| 192. | 22. | Lelki erő (The Courage Within)                                       | Declan Eames  | Chris McCourt                    | 2007. augusztus 8.   |
| 193. | 23. | Melyiket szeressem? (Divided We Stand)                               | Richard Jasek | Jane Allen és Tracey Trinder     | 2007. augusztus 15.  |
| 194. | 24. | Szabad préda (On the Prowl)                                          | Richard Jasek | Margaret Wilson                  | 2007. augusztus 22.  |
| 195. | 25. | Gyújtogatók (Fanning the Flames)                                     | Nick Bufalo   | Anthony Ellis                    | 2007. augusztus 29.  |
| 196. | 26. | Kedves ellenségem (My Enemy, My Friend)                              | Nick Bufalo   | Justine Gillmer                  | 2007. szeptember 5.  |
| 197. | 27. | A páncélos lovag (Knight in Shining Armor)                           | Grant Brown   | Greg Millin                      | 2007. szeptember 12. |
| 198. | 28. | A végső döfés (The Short Cut)                                        | Grant Brown   | Alexa Wyatt                      | 2007. szeptember 19. |
| 199. | 29. | Ne higgy a szemednek! (Seeing is Believing)                          | Arnie Custo   | Jane Allen                       | 2007. szeptember 26. |
| 200. | 30. | Második esély (Second Chances)                                       | Arnie Custo   | Chris Hawkshaw                   | 2007. október 3.     |
| 201. | 31. | Gubancok (Mixed Messages)                                            | Richard Jasek | Sarah Duffy                      | 2007. október 10.    |
| 202. | 32. | Csendes éj (Silent Night)                                            | Richard Jasek | Chris McCourt                    | 2007. október 17.    |

## 8. évad (2008-2009)
| Sor. | Év. | Cím                                                | Rendező       | Író                              | Premier            |
| ---- | --- | -------------------------------------------------- | ------------- | -------------------------------- | ------------------ |
| 203. | 1.  | Másnap (Aftermath)                                 | Arnie Custo   | Margaret Wilson                  | 2008. július 23.   |
| 204. | 2.  | A szerelem csapdái (The Pitfalls of Love)          | Arnie Custo   | Nick Stevens                     | 2008. július 30.   |
| 205. | 3.  | Vad vágta (Wild Ride)                              | Steve Mann    | James Walker                     | 2008. augusztus 6. |
| 206. | 4.  | Nincs menedék (Nowhere to Hide)                    | Steve Mann    | Sarah Duffy                      | 2008. december 6.  |
| 207. | 5.  | Állj mellém! (Stand by Me)                         | Richard Jasek | Sam Carroll                      | 2008. december 13. |
| 208. | 6.  | Karnyújtásnyira (Close Enough to Touch)            | Richard Jasek | Christopher D. Hawkshaw          | 2008. december 13. |
| 209. | 7.  | Pocok jövője (Bringing Up Wombat)                  | Ian Watson    | Greg Millin és Justine Gillmer   | 2008. december 20. |
| 210. | 8.  | Három nővér (Three Sisters)                        | Ian Watson    | Chris Corbett                    | 2008. december 20. |
| 211. | 9.  | A gát (Dammed)                                     | Arnie Custo   | Peter Dick                       | 2008. december 27. |
| 212. | 10. | Anyai szeretet (Mother Love)                       | Arnie Custo   | Sally Webb                       | 2008. december 27. |
| 213. | 11. | Nagyvárosi mérgek (Bright Lights, Big Trouble)     | Grant Brown   | Liz Doran és Jane Allen          | 2009. január 3.    |
| 214. | 12. | Szeretet és lemondás (Love and Let Die)            | Grant Brown   | Nick Stevens és Alexa Wyatt      | 2009. január 3.    |
| 215. | 13. | Kutyaélet (A Dog's Life)                           | Steve Mann    | Justine Gillmer                  | 2009. január 10.   |
| 216. | 14. | Eljön értem a hercegem (My Prince Will Come)       | Steve Mann    | Michaeley O'Brien                | 2009. január 10.   |
| 217. | 15. | Békamese (Snogging Frogs)                          | Richard Jasek | Christopher D. Hawkshaw          | 2009. január 17.   |
| 218. | 16. | A víg-özvegy (The Merry Widow)                     | Richard Jasek | Sarah Duffy                      | 2009. január 17.   |
| 219. | 17. | A díszpóni (Show Pony)                             | Arnie Custo   | Chris Corbett                    | 2009. január 17.   |
| 220. | 18. | Nyomodban járok (Every Move You Make)              | Arnie Custo   | Jane Allen                       | 2009. január 17.   |
| 221. | 19. | Nyomtalanul (Into Thin Air)                        | Steve Mann    | Hamilton Budd és Justine Gillmer | 2009. január 24.   |
| 222. | 20. | A show-nak folytatódnia kell (The Show Must Go On) | Steve Mann    | John Ridley                      | 2009. január 24.   |
| 223. | 21. | Árnyékvölgyben (Into the Valley of the Shadow)     | Richard Jasek | Michaeley O'Brien                | 2009. január 31.   |
| 224. | 22. | Hosszú út (The Long Paddock)                       | Richard Jasek | Alexa Wyatt                      | 2009. január 31.   |